# Uroobovella erlangensis
Uroobovella erlangensis es una especie de arácnido del orden Mesostigmata de la familia Urodinychidae.

## Distribución geográfica
Se encuentra en Alemania.